# Cybosia flava
Cybosia flava är en fjärilsart som beskrevs av Fritz Preissecker 1909. Cybosia flava ingår i släktet Cybosia och familjen björnspinnare. Inga underarter finns listade i Catalogue of Life.